# Agguato nei Caraibi
Agguato nei Caraibi è un film del 1958 diretto da Don Siegel, remake della pellicola Acque del sud di Howard Hawks del 1944, basata su un racconto breve di Ernest Hemingway.